# 仁藤みさき
仁藤 みさき（にとう みさき、1993年3月3日 - ）は、プラチナムプロダクションに所属していた日本の元グラビアアイドル・元タレント。
神奈川県出身。ミスFLASH2011グランプリで、アイドルユニット「教育的指導!!せんせ〜しょん's」のメンバーでもあった。

## 略歴
2010年
- 1月、プラチナムプロダクションに入所[1]。
- 3月22日、ぱすぽ☆Stage『サクラ色』上演前に行われた新人タレントお披露目に登壇[2]。
- 6月、インターネットプロバイダ「ブロードエース」のキャンペーンガールユニット『BA5』の一員となる[3]。
- 8月21日、日本テレビ主催のイベント「汐博」内で行われた『汐留グラビア甲子園』で優勝。
- 9月、『ミスFLASH2011』にエントリーされる。

2011年
- 2月7日、ミスFLASHの5代目グランプリに選ばれる。
- 同年、同コンテスト受賞者とエントリー者によるユニット「G☆Girls」一期生として活動（2012年1月まで）。

2012年
- 『撮らないで下さい!!グラビアアイドル裏物語』でテレビドラマ初出演。同年5月、“テレ東7ちゃんガールズ”に選ばれる。
- 7月14日、BA5から発展した6人組アイドルユニット『persolate』の結成を発表[4]。同年8月4日のTOKYO IDOL FESTIVALで初ステージを踏む。
- 8月4日～8月10日、渋谷UPLINKにて初主演映画『究極の幸せ』が上映される[5]。

2013年
- 5月、persolateが『教育的指導!!せんせ〜しょん's』に改名。同グループの社会担当となる。
- 9月19日～9月23日、舞台『ラズベリーガール』（於：中野ザ・ポケット）に出演。
- 12月8日、BAYSIDE YOKOHAMAで行われたイベント『横濱大革命』のファッションショーに参加。事務所の先輩である木口亜矢や、せんせ〜しょん'sで共働した齊藤夢愛も出演した[6]。

2014年
- 5月5日、自身のブログで日本を離れ海外で仕事することを発表。同月10日に最後の撮影会を行い[7]、6月よりタイ王国へ移住する[8]。
- 9月、2作目の出演映画『ハニー・フラッパーズ』公開。
- 11月4日、タイに活動拠点を移すため、デビュー以来在籍し続けたプラチナムプロダクションを退所したことを明かした[9]。

2018年
- 入籍に伴い、タイでの活動を終了し帰国[10]

2019年
- 4月18日、第1児出産[11]

## 人物
- 趣味はゲーム、アニメ観賞、料理。
- 姉が1人いる[12]。
- BA5のメンバーだった古川真奈美[13]や、『グラビアアイドル裏物語』で共演した和田絵莉と仲が良く、特に和田とは雑誌の撮影でも一緒になったことがある[14]。

## 作品

### シングル
G★Girls
- 魔法をかけてLove Me Do／SPY☆GAME（2011年9月14日、South to North Records） - EAN 4560211060218。

### 映像作品
- こんな胸はいかがですか?（2010年8月27日、リバプール） - EAN 4571174016778。
- ミスFLASH 2011 仁藤みさき（2011年3月30日、イーネット・フロンティア） - EAN 4571369476714。
- Pure Smile（2011年6月24日、竹書房） - EAN 4985914413572。
- みさき＊パルフェ（2011年9月20日、ラインコミュニケーションズ） - EAN 4529971404878。
- 恋しくて〜Sweet Lovers〜（2011年12月22日、晋遊舎） - EAN 4519144114239。
- 僕のパンケーキ（2012年12月19日、学研パブリッシング） - EAN 4571386360515。
- ムジャキング!（2013年7月25日、イーネット・フロンティア） - EAN 4571369481589。
- Can you...（2014年8月22日、エスデジタル） - EAN 4571346004565。

## 出演

### テレビ
- つんつべ♂（2011年11月11日・18日・25日[15]、TOKYO MX） - G☆Girls代表として
- ドラマ24 撮らないで下さい!!グラビアアイドル裏物語（2012年、テレビ東京） - ニトウミサキ 役
- 美少女ヌードル（2012年4月11日、テレビ朝日）
- ロンドンハーツ（2013年5月28日、テレビ朝日） - 教育的指導!!せんせ～しょん's社会担当
- 噂の現場直行ドキュメン ガンミ!!（2013年12月7日、12月14日、TBS） - 今週の美和子ではなく、今週のみさきとして出演
- ドリームスシリーズ ボウリング 2013 オールスターボウリングチャンピオンシップ（2014年3月25日、フジテレビONE）
- アウトバーン マル暴の女刑事・八神瑛子（2014年8月9日、フジテレビ）
- コヤブガチピン写真館

### ラジオ
- サタデーキューティナイト アイドルスタジオNo.1（2011年2月12日、ニッポン放送） - ミスFLASH2011として出演
- 劇団サンバカーニバル（FM-FUJI、2011年8月20日） - G☆Girls（ミスFLASH2011）として斎藤眞利奈・鈴木ふみ奈と一緒に出演[16]
- IBSウィンターフェスタ2011イオンモール水戸内原（茨城放送、2011年11月23日） - G☆Girlsとして出演
- オレたちゴチャ・まぜっ!〜集まれヤンヤン〜（2013年4月20日 - 2014年4月12日、MBSラジオ）

### 映画
- 究極の幸せ（2012年） - 景子 役（主演）
- ハニー・フラッパーズ（2014年） - リサ 役

### ガール
- タカラトミー、ジェンガのキャンペーンガール、ジェンガール2013年
- WORLD WING LIGHT、イメージガール2013年

### その他
- J:COM presents -Girls Collection of EVANGELION-（2012年開催） - 出演者の内の1人